# CAS registarski broj
CAS registarski broj je jedinstveni identifikacijski broj za kemijske elemente, spojeve, polimere, biološke slijedove, smjese i slitine.

Brojeve dodjeljuje odjel Američkog kemijskog društva (American Chemical Society) Chemical Abstracts Service (CAS). Broj se dodjeljuje svakoj kemikaliji opisanoj u literaturi. Namjera ovog označavanja je olakšavanje pretraživanja baza podataka, jer kemikalije često imaju više imena. Danas gotovo sve baze kemijskih spojeva omogućavaju pretraživanje pomoću CAS broja.
U rujnu 2009. godine više od 50 milijuna organskih i anorganskih tvari te više od 61 milijun slijedova bilo je upisano u CAS registar. Svakog tjedna dodjeli se oko 50.000 novih CAS brojeva.

CAS također održava i prodaje bazu podataka ovih kemikalija, poznatu kao CAS registar.

## Format
CAS registarski broj podijeljen je povlakama u tri dijela, prvi se sastoji od maksimalno 7 znamenki, drugi od dvije, a treći se sastoji od jedne znamenke koja služi kao kontrolna znamenka. Brojevi se dodjeljuju uzlaznim redom i nemaju nikakvo svojstveno značenje.

Kontrolna znamenka računa se množeći posljednju znamenku s 1, pretposljednju s 2, sljedeću s 3, itd. Svi ovi umnošci se zbrajaju i zatim se računa modul 10 od dobivenog zbroja.

Na primjer, CAS broj vode je 7732-18-5: kontrolna znamenka računa se (8•1 + 1•2 + 2•3 + 3•4 + 7•5 + 7•6) = 105; 105 mod 10 = 5.